# All the Light We Cannot See (minissérie)
All the Light We Cannot See (bra: Toda Luz que Não Podemos Ver; prt: Toda a Luz Que Não Podemos Ver) é uma minissérie americana de drama dirigida por Shawn Levy e desenvolvida por Steven Knight para a Netflix, baseada no romance homônimo de Anthony Doerr, vencedor do Prêmio Pulitzer. É estrelada por Aria Mia Loberti, Mark Ruffalo e Hugh Laurie. A trama segue as narrações via rádio de uma garota francesa e cega chamada Marie-Laure e de um soldado alemão chamado Werner que escuta essas transmissões, cujos caminhos se cruzam na França durante a Segunda Guerra Mundial. A minissérie foi lançada em 2 de novembro de 2023.

## Premissa
All the Light We Cannot See segue a vida de dois jovens durante o auge da Segunda Guerra Mundial: Marie-Laure, uma garota francesa cega e Werner Pfennig, um jovem alemão forçado a ingressar e lutar pelo regime nazista.

## Elenco e personagens

### Principal
- Aria Mia Loberti como Marie-Laure LeBlanc, uma adolescente cega de origem francesa e filha de Daniel LeBlanc
- Louis Hofmann como Unterfeldwebel Werner Pfennig, um jovem alemão que eventualmente se torna um soldado especializado em detectar e rastrear frequências de rádio.
- Lars Eidinger como Standartenführer Reinhold von Rumpel, um oficial nazista que certifica e avalia arte e joias.
- Hugh Laurie como Etienne LeBlanc, um veterano recluso da Primeira Guerra Mundial que sofre de TEPT e tio-avô de Marie-Laure
- Mark Ruffalo como Daniel LeBlanc, pai de Marie-Laure e serralheiro do Museu de História Natural de Paris
- Marion Bailey como Madame Manec

### Convidados recorrentes
- Nell Sutton como Marie-Laure LeBlanc (criança)
- Jakob Diehl como Hauptsturmführer Müller
- Rosie Hilal como Frau Elena
- Felix Kammerer como Scharführer Schmidt
- Andrea Deck como Sandrina
- James Dryden como Monsieur Caron
- Corin Silva como Gefreiter Frank Volkheimer
- Luna Wedler como Jutta Pfennig
- Bernd Hölscher como Oberst Bastian
- Ed Skrein como Obersturmbannführer Rudolf Seidler
- Pascal Ulli como Dr. Heinrich
- Richard Sammel como Dr. Hauptmann
- Rhashan Stone como Professor Hublin, o capataz do museu francês
- Elizabeth Dulak como Jacqueline
- Sarah Crowden como Madame Blanchard
- Maggie Daniels como Madame Fontineau

## Episódios
| N.º na série | N.º na temp. | Título                   | Dirigido por | Roteiro por   | Lançamento            |
| --- | ------------ | ------------------------ | ------------ | ------------- | --------------------- |
| 1 | 1            | "Episode 1" "Episódio 1" | Shawn Levy   | Steven Knight | 2 de novembro de 2023 |
| Durante a Batalha de Saint-Malo, a adolescente francesa cega Marie-Laure LeBlanc transmite ilegalmente trechos do romance Vinte Mil Léguas Submarinas pelo rádio. Suas transmissões contêm mensagens codificadas para a Resistência Francesa, transmitidas por seu tio-avô Etienne. Werner Pfennig, um rapaz operador de rádio alemão das forças de ocupação nazistas, ouve secretamente as transmissões de Marie-Laure sem denunciá-la. Um novo operador de rádio é designado para ajudar Werner, mas Werner o mata para proteger Marie-Laure. Reinhold von Rumpel, um joalheiro nazista que acredita que o pai desaparecido de Marie-Laure, Daniel, deixou o Mar de Chamas, um diamante amaldiçoado que supostamente concede a imortalidade, encurrala Marie-Laure em uma gruta e exige a localização do diamante. |              |                          |              |               |                       |
| 2 | 2            | "Episode 2" "Episódio 2" | Shawn Levy   | Steven Knight | 2 de novembro de 2023 |
| Flashbacks de 1940 mostram que durante a rendição parisiense à Alemanha, Daniel organizou o contrabando de objetos de valor para fora do Museu de História Natural antes de fugir de Paris com Marie-Laure para Saint-Malo, e que Werner foi recrutado para os brutais Institutos Nacionais de Educação Política depois de consertar o rádio de um oficial. Ambos ouviam as transmissões de um francês chamado "O Professor". Em 1944, Marie-Laure escapa de von Rumpel enquanto o superior de Werner, Müller, exige que ele descubra sua localização. Eles a rastreiam até a casa dela. |              |                          |              |               |                       |
| 3 | 3            | "Episode 3" "Episódio 3" | Shawn Levy   | Steven Knight | 2 de novembro de 2023 |
| Etienne e Werner matam Müller e seu subordinado. Flashbacks mostram que Marie-Laure e Daniel, carregando secretamente o Mar de Chamas, logo então, eles chegam à casa de sua tia Manec e do tio Etienne em Saint-Malo, a quem Marie-Laure reconhece como sendo O Professor. Daniel mede a cidade para construir um modelo de madeira para Marie-Laure e atrai a atenção da Gestapo. A resistência planeja despistar os alemães, mas Daniel é preso. Enquanto isso, depois de se destacar em tarefas relacionadas ao rádio no Instituto, Werner é enviado para a Frente Oriental, apesar da pouca idade. Em 1944, Etienne leva Werner a uma base da Resistência para um julgamento e atesta ele. Quando as forças americanas chegam a Saint-Malo, von Rumpel chega ao endereço de Marie-Laure.                        |              |                          |              |               |                       |
| 4 | 4            | "Episode 4" "Episódio 4" | Shawn Levy   | Steven Knight | 2 de novembro de 2023 |
| Antes da Operação Overlord, Marie-Laure e Etienne começam a coletar mensagens em nome da resistência e Manec morre. Enquanto as forças aliadas bombardeiam Saint-Malo, von Rumpel revela a Marie-Laure que torturou e matou Daniel. Enquanto isso, Etienne é morto em uma explosão e pede a Werner que proteja Marie-Laure. Werner chega em casa e os dois dominam e matam von Rumpel. Marie-Laure leva Werner ao sótão de Etienne, onde Werner transmite uma mensagem para sua irmã e os dois dançam. Werner se rende aos americanos e Marie-Laure joga o Mar de Chamas ao mar. |              |                          |              |               |                       |

## Produção

### Desenvolvimento
Em março de 2019, a Netflix e a 21 Laps Entertainment adquiriram os direitos para desenvolver uma adaptação no formato minissérie do romance, com produção executiva de Shawn Levy, Dan Levine e Josh Barry. Em setembro de 2021, foi anunciado que a Netflix havia dado à produção um pedido de série composto por quatro episódios, com Steven Knight escrevendo a série e Levy dirigindo todos os episódios.

### Escolha do elenco
Em dezembro de 2021, foi anunciado que Aria Mia Loberti interpretaria Marie-Laure. Em janeiro de 2022, foi anunciado que Mark Ruffalo e Hugh Laurie se juntaram ao elenco, atuando como protagonistas ao lado de Loberti. Ruffalo foi escalado para interpretar Daniel LeBlanc, enquanto Laurie para Etienne LeBlanc. Em fevereiro de 2022, foi anunciado que Louis Hofmann, Lars Eidinger e Nell Sutton se juntaram ao elenco.

### Filmagens
As gravações ocorreram entre março e julho de 2022 em Budapeste, Saint-Malo e Villefranche-de-Rouergue (departamento de Aveyron, sul da França). As cenas principais (por exemplo: a rua, os atentados, e a libertação da população Saint-Malo) foram filmadas em Aveyron, sendo escolhida por sua antiga praça central semelhante à de Saint-Malo antes da destruição da Segunda Guerra Mundial e por suas ruas familiares no estilo dos anos 1940. As gravações em Villefranche-de-Rouergue ocorreram de 5 a 20 de julho de 2022. Grande parte da cidade foi adaptada para todas as necessidades de produção.

### Trilha sonora
O compositor James Newton Howard escreveu a trilha sonora da série.

## Lançamento
Em 18 de abril de 2023, foram lançadas as primeiras fotos e o primeiro teaser trailer da série. Também foi anunciado que a série estava programada para ser lançada em 2 de novembro de 2023.

## Versão literária

### Diferenças

#### Etienne LeBlanc
Houve diversas diferenças notáveis na história, entre o livro e a adaptação da minissérie. Etienne, tio-avô de Marie-Laure, morreu na série. No livro, porém, ele foi colocado na prisão e, quando saiu, conseguiu se reunir com Marie-Laure.

#### Marie-Laure e Werner Pfenning
A extensa história de Werner no livro, desde sua infância e treinamento com os nazistas, foi condensada no início da série. E perto do fim, o seu papel no salvamento de Marie-Laure também foi significativamente alterado. No livro, ele matou Reinhold von Rumpel para proteger Marie-Laure, enquanto na série, Werner a ajudou lutando contra Reinhold von Rumpel e distraindo-o de encontrá-la, mas foi Marie no final quem conseguiu atirar fatalmente em von Rumpel.
Outra diferença fundamental é o encontro prolongado e um momento de romance entre os dois personagens principais, o que não aconteceu no livro. No livro, Marie-Laure e Werner se conheceram apenas por um curto período de tempo depois que ele a salvou em seu esconderijo e antes de ser capturado pelos soldados aliados. Na série, eles passaram mais de algumas horas juntos na casa dela, onde dançaram lentamente e se beijaram. O autor do livro, Anthony Doerr, compartilhou que ao longo dos anos recebeu feedbacks de "muitos leitores" refletindo sua decepção com o breve encontro dos dois personagens principais perto do final da história, que foi construído ao longo de suas histórias separadas no livro. Ele viu a minissérie como uma nova chance para conseguir saciar os fãs da história original que queriam mais interação entre os personagens.

#### Final de Marie-Laure
Além disso, a série terminou depois que a adolescente Marie-Laure jogou a pedra do Mar de Chamas no oceano; enquanto no livro, o enredo avançou décadas depois, quando Marie-Laure envelhece, agora com mais de 80 anos e morando novamente em Paris, recebeu da irmã de Werner a casa em miniatura e a chave que pertenceu a ela. Com esta grande remoção do enredo nos últimos anos, Jutta, irmã de Werner, não reaparece; e ela e Marie-Laure acabam nunca se cruzando na série.

## Recepção

### Resposta da crítica
O site agregador de críticas Rotten Tomatoes relatou um índice de aprovação de 27% com uma classificação média de 5,1/10, com base em 60 resenhas críticas. O consenso do site diz: "Embora All the Light We Cannot See tenha um elenco brilhante, seu potencial é muitas vezes apagado por uma mistura estranha de tons sérios e bobos." O Metacritic, que usa uma média ponderada, atribuiu uma pontuação de 36 de 100 com base em 26 críticos, indicando críticas "geralmente desfavoráveis".
A decisão de escalar atores legalmente cegos para desempenhar o papel da personagem principal Marie-Laure foi elogiada por sua representação inovadora de artistas cegos e com baixa visão. Os críticos também elogiaram a escolha do elenco ser Aria Mia Loberti como Marie-Laure e o estilo visual, mas sentiram que a obra não conseguiu capturar a profundidade e as nuances do material original. A caracterização e o diálogo também foram criticadas em parte, com algumas análises de que a adaptação errou o alvo ao explorar as complexidades de seu protagonista afiliado aos nazistas.